# Flabellum knoxi
Flabellum knoxi är en korallart som beskrevs av Ralph och Squires 1962. Flabellum knoxi ingår i släktet Flabellum och familjen Flabellidae. Inga underarter finns listade i Catalogue of Life.